# 영국 관념론
영국 관념주의(British idealism)는 19세기 후반부터 20세기 초두에 걸쳐 융성을 자랑한 철학, 정치 철학 유파와 그 사상이다.

## 개요
19세기 후반부터 20세기 초두에 걸쳐, 이마누엘 칸트 부흥 운동이 일어나, 독일에서는 신칸트학파가 형성되어 영국에서도 영국 관념주의 학파가 생겼다. 영국에서의 중심 인물은 토머스 힐 그린이었다. 그들은 영국 전통의 경험론이나 공리주의에 반대해, 인식론에서는 관념론, 가치론에서는 인격주의, 교양주의를 주창한다. 정치사상적으로는 자유주의 또는 신자유주의, 다원적 국가론 등을 주장했다.

## 그 역사와 사상

### 선구자의 사상
영국 전통의 경험론이나 공리주의에 반대하는 사상으로서는, 19세기 초두, 영국에서 낭만주의로서 일어났다. 이 시기의 새뮤얼 콜리지나 토머스 칼라일은 영국 관념주의의 선구자이다. 단지, 이 활동은 전기나 평론 등으로서였지, 철학 이론으로서가 아니었다.

### 최성기의 철학
공리주의에서, 존 스튜어트 밀이 관념주의를 채용해 질적으로 변화한 후, 그 영향 하에서 토머스 힐 그린이 독일 관념론의 영향을 받아, 경험론, 공리주의, 유물론에 대항하는 것으로서 본격적으로 관념주의 철학을 수립했다. 그 외의 멤버로서는 에드워드 케야드, 프랜시스 허버트 브래들리, 버나드 보전켓 등이 있다. 멤버에 의해서 이마누엘 칸트에 중점을 두는지, 게오르크 빌헬름 프리드리히 헤겔에 중점을 두는지의 차이는 있으나, 물질에 대한 정신의 중요성을 말하는 것은 같다.

### 정치사상
이러한 관념주의 철학 이론에 영향을 받고, 이 파의 정치 이론가는 독자적인 정치 이론을 구축했다. 토머스 힐 그린 자신이 그 인격주의로부터 자유주의를 주장했고, 그 이론은 영국 자유당의 이론적 기틀이 되었다. 그 영향을 받고, 레너드 홉하우스는 새로운 신자유주의를 제창, 그로부터 다원적 국가론도 나오게 되었다. 이 두 명의 영향의 아래, 시드니 웹은 페이비언 협회의 이론을 형성해, 영국 노동당의 이론적 일각이 되었다.

### 대항 사상의 출현과 쇠퇴
옥스포드를 중심으로 한 영국 관념주의에의 대항 사상으로서는 이십세기 초두로부터 케임브리지를 중심으로 한 영국 실재론이 흥했다. 조지 에드워드 무어, 버트런드 러셀 등이 그 중심이다. 이 두 명의 실재론이나 논리 실증주의의 융성에 의해서, 20세기 초두 이후 영국 관념주의는 쇠퇴했지만, 이십세기 후반이 되고, 영국, 일본에서 영국 관념주의의 연구는 부활하고 있다.

## 주된 논자와 저작

### 철학
- 토머스 힐 그린 '윤리학 서론' (Prolegomena to Ethics, 1883)
- 프랜시스 허버트 브래들리 '윤리학 연구' (Ethical Studies, 1876), '현상과 진실재' (Appearance and Reality, 1893)
- 버나드 보전켓 '논리학--지식의 형태학' (Logic, or the Morphology of Knowledge, 1888)

### 정치사상
- 토머스 힐 그린 '정치적 의무의 원리' (Principles of Political Obligation, 1901)
- 버나드 보전켓 '국가의 철학적 이론' (The Philosophical Theory of the State, 1899)
- 레너드 홉하우스 '국가의 형이상학적 이론' (The Metaphysical Theory of the State, 1918)

## 일본에서의 연구
메이지 시대에서는 많은 철학 연구자가 토머스 힐 그린으로부터 인격주의의 생각을 배우려 하고 있었다. 그러한 사람에는 나카지마 리키조, 오니시 하지메, 다카야마 조규, 쓰나시마 료센, 구와키 겐요쿠, 니시다 기타로 등이 있었다. 쇼와 전쟁 전에는 가와이 에이지로는 같이 그린으로부터, 인격주의에 더해, 교양주의, 자유주의를 연구해, 자기의 사상으로서 개화시켰다. 전후에서는, 철학적이게는 유키야스 시게루가 그린의 연구를 실시해, 정치사상적으로는 北岡勲가 전반의 정치사상을, 萬田悦生이 그린을, 芝田秀幹이 버나드 보전켓을 각각 연구하고 있다.
덧붙여 초기의 토머스 칼라일에 영향을 접수 그것을 연구하는 사람으로는 니토베 이나조가 있었다.. 영국 관념주의를 연구하는 단체로서는 일본 영국 관념주의 학회가 있다.

## 같이 보기
- 관념주의
- 인격주의
- 교양주의
- 영국 사회주의
- 토머스 힐 그린
- 가와이 에이지로
- 유키야스 시게루

## 참고 문헌

### 철학
- 가와이 에이지로 '토마스 힐 그린의 사상 체계' 상권, 하권, 일본 평론사, 1930년 ('가와이 에이지로 전집' 제1, 2권, 사회사상사, 1968년 수록)
- 유키야스 시게루 '그린의 윤리학' 명현서점, 1968년
- 유키야스 시게루 '토마스 힐 그린 연구' 리소사, 1974년
- 유키야스 시게루, 후지와라 야스노부 편 'T. H. 그린 연구' 영국 사상 연구 총서, 차의 물서점, 1982년
- 유키야스 시게루 '근대 일본의 사상가와 영국 관념주의' 키타키 출판, 2007년
- 유키야스 시게루 편 '영국 관념주의의 전개와 가와이 에이지로--일본 영국 관념주의 학회 설립 10주년 기념 논집' 세계 사상사, 2014년

### 정치사상
- 가와이 에이지로 '영국 사회주의사 연구' 일본 평론사, 1938년 ('가와이 에이지로 전집' 제5권, 사회사상사, 1968년 수록)
- 北岡勲 '정치적 관념주의--영국 정치사상사의 일교연구구' 차의 물서점, 1986년
- 北岡勲 '영국 정치 철학의 생성과 전개--옥스포드 학파 연구' 차의 물서점, 1987년
- 萬田悦生 '근대 영국 정치사상 연구--T. H. 그린을 중심으로' 경응통신, 1986년
- 芝田秀幹 '영국 관념주의의 정치사상--버나드 보잔케의 정치 이론' 호서점, 2006년